# FizTV
FizTV foi um canal de televisão por assinatura pertencente a Abril Radiodifusão, subsidiária do Grupo Abril, fundado em 29 de julho de 2007. O canal foi baseado no site Fiz, onde o público enviava seus vídeos e os melhores eram expostos no site para serem avaliados pelos internautas.

## História

### Lançamento
O canal fazia parte da Abril Radiodifusão, junto com a MTV Brasil, e estava disponível apenas no canal 16 da TVA. O "Fiz", como era apelidado, tinha programas como o Fiz Notícias, Fiz Curta, Fiz Tura, Fiz Doc, Fiz Lugares, Fiz Em Casa, entre outros. Cada programa era preenchido por trabalhos feitos por produtoras independentes e os produtores eram remunerados, inicialmente, por R$ 50 pelos melhores trabalhos.
A ideia inicial era de aproximar a estrutura da programação do canal com a linguagem da internet, na qual o usuário enviava seus vídeos pelo site e os melhores eram transmitidos no canal.

### Baixa audiência e encerramento das atividades
Devido aos baixos índices de audiência, a falta de lucro e fato do canal não ter conseguido entrar nos pacotes da Sky e da NET - onde na época as duas operadoras detinham 73% do mercado brasileiro de televisão por assinatura -, o Grupo Abril anuncia em junho de 2009 a descontinuação do canal Fiz e da Ideal TV, afirmando em nota à imprensa que a decisão "foi motivada pela dificuldade em romper uma barreira praticamente intransponível que existe no Brasil para a distribuição de canais pagos". Os dois canais saíram do ar no dia 30 de julho.
Três meses após o seu fim, a MTV Brasil lança o programa Fiz na MTV, exibindo vídeos e projetos independentes que eram enviados pelos internautas na página oficial da emissora.